# Kanton Saint-Héand
Der Kanton Saint-Héand war bis 2015 ein französischer Wahlkreis im Arrondissement Saint-Étienne, im Département Loire und in der früheren Region Rhône-Alpes. Hauptort war Saint-Héand. Vertreter im conseil général des Départements war zuletzt von 1997 bis 2015 Bernard Philibert (DVD).

## Gemeinden
Der Kanton umfasste die Wahlberechtigten aus neun Gemeinden: 
| Gemeinde               | Einwohner Jahr | Fläche km² | Bevölkerungsdichte | Code INSEE | Postleitzahl |
| ---------------------- | -------------- | ---------- | ------------------ | ---------- | ------------ |
| L’Étrat                | 2655 (2013)    | 8,48       | 313 Einw./km²      | 42092      | 42580        |
| Fontanès               | 663 (2013)     | 6,63       | 100 Einw./km²      | 42096      | 42140        |
| La Fouillouse          | 4316 (2013)    | 20,57      | 210 Einw./km²      | 42097      | 42480        |
| Marcenod               | 692 (2013)     | 9          | 76 Einw./km²       | 42133      | 42140        |
| Saint-Christo-en-Jarez | 1838 (2013)    | 21,77      | 84 Einw./km²       | 42208      | 42320        |
| Saint-Héand            | 3557 (2013)    | 31,3       | 114 Einw./km²      | 42234      | 42570        |
| Sorbiers               | 7937 (2013)    | 12,19      | 651 Einw./km²      | 42302      | 42290        |
| La Talaudière          | 6566 (2013)    | 7,63       | 861 Einw./km²      | 42305      | 42350        |
| La Tour-en-Jarez       | 1469 (2013)    | 5,05       | 291 Einw./km²      | 42311      | 42580        |